# رائیل رضایف
رائیل رضایف (انگلیسی: Rail Rzayev; ۱۰ مارس ۱۹۴۵ – ۱۱ فوریهٔ ۲۰۰۹) سیاست‌مدار اهل جمهوری آذربایجان بود.
وی همچنین برندهٔ جوایزی همچون نشان پرچم آذربایجان شده‌است.